# Скалистое (Приморский край)
Скали́стое — село в Лазовском районе Приморского края России, входит в состав Беневского сельского поселения.

## География
Село Скалистое расположено на левом реки Кривая (правый приток реки Киевка).
Дорога к селу Скалистое отходит на запад от автодороги местного значения «трасса Р448 (Лазо — Преображение) — село Чистоводное», расстояние до трассы около 16 км, расстояние до Чистоводного около 12 км.
Расстояние до районного центра села Лазо около 72 км (на север от перекрёстка Р448). Расстояние до села Киевка около 22 км (на юг от перекрёстка Р448).

## Население
| 2002 | 2007 | 2008 | 2010 |
| ---- | ---- | ---- | ---- |
| 6    | ↘1   | ↘0   | →0   |